# Camembert Eclectique (Gong)
 Camembert Eclectique  is het zeventiende album van de Brits / Franse spacerockband Gong.
De opnames voor dit album zijn in 1970 gemaakt in Frankrijk, in Montaulieu in de Drôme en in het Château du Thiel, in Normandië.

## Nummers
1. "Café Montaulieu Demos" - 15:30
  1. "Take A Little Trip"
  2. "Dynamite"
  3. "It's The Time Of Your Life"
  4. "Chelsea"
  5. "Big City Energy"
2. "Garçon Ou Fille" - Alt. mix - 3:36
3. "Dynamite/Goldilocks" - 5:42
4. "Rock & Roll Angel & Nightmare Of Mr. Respectable" - 5:38
5. "Garçon Ou Fille" - Submix - 3:35
6. "Hyp Hypnotise You" - Submix - 3:38
7. "Haunted Château Rehearsals" - 13:17
8. "Big City Energy" - 3:46
9. "Gongwash Inedible" - 5:49

## Bezetting
- Daevid Allen zang
- Gilli Smyth zang
- Didier Malherbe saxofoon, dwarsfluit
- Christian Tritsch basgitaar
- Daniel Laloux - hn/ viool, percussie, zang
- Dieter Gewissler viool
- Rachid Houari slagwerk